# Рождественский (Кочковский район)
Рождественский — посёлок в Кочковском районе Новосибирской области России. Входит в состав Троицкого сельсовета.

## География
Площадь посёлка — 32 гектара.

## История
Основан в 1911 году. В 1928 году состоял из 45 хозяйств. В административном отношении входил в состав Троицкого сельсовета Петропавловского района Каменского округа Сибирского края.

## Население
| 2002 | 2007 | 2010 |
| ---- | ---- | ---- |
| 93   | ↘80  | ↘62  |

По переписи 1926 г. в поселке проживало 239 человек, в том числе 126 мужчин и 113 женщин. Основное население — украинцы.

## Инфраструктура
В посёлке по данным на 2007 год отсутствует социальная инфраструктура.